# Niki Gudex
Niki Gudex, née le 19 juillet 1978 à Guildford, est une cycliste australienne, spécialiste du VTT.

## Biographie
Niki Gudex participe aux championnats d'Australie de cross-country VTT et termine sur le podium en 2004 (troisième) et en 2005 (deuxième).

## Palmarès en VTT
- 2000
  - 3e du championnat d'Australie de descente
- 2003
  - 2e du championnat d'Océanie de descente
- 2004
  - 3e du championnat d'Australie de cross-country
  - 3e du championnat d'Australie de cross-country marathon
- 2005
  - 2e du championnat d'Australie de cross-country